# Diet Verschoor
Diet Verschoor (Santpoort, 31 mei 1946) is een Nederlandse kinderboekenschrijfster en psychotherapeut. Ze is een dochter van schrijfster Nel Verschoor-van der Vlis. 
Verschoor schreef haar eerste boek, Karin zoekt haar weg, op 16-jarige leeftijd. Bekende boeken van haar hand zijn "Tessa", en het vervolg "Tessa in de brugklas".